# Max&Douglas
max&douglas è  una coppia di fotografi ritrattisti italiani formata da Massimiliano Schenetti (Max, Genova, 1 gennaio 1971) e Duglas Andreetti (Douglas, Milano,1 ottobre 1970).

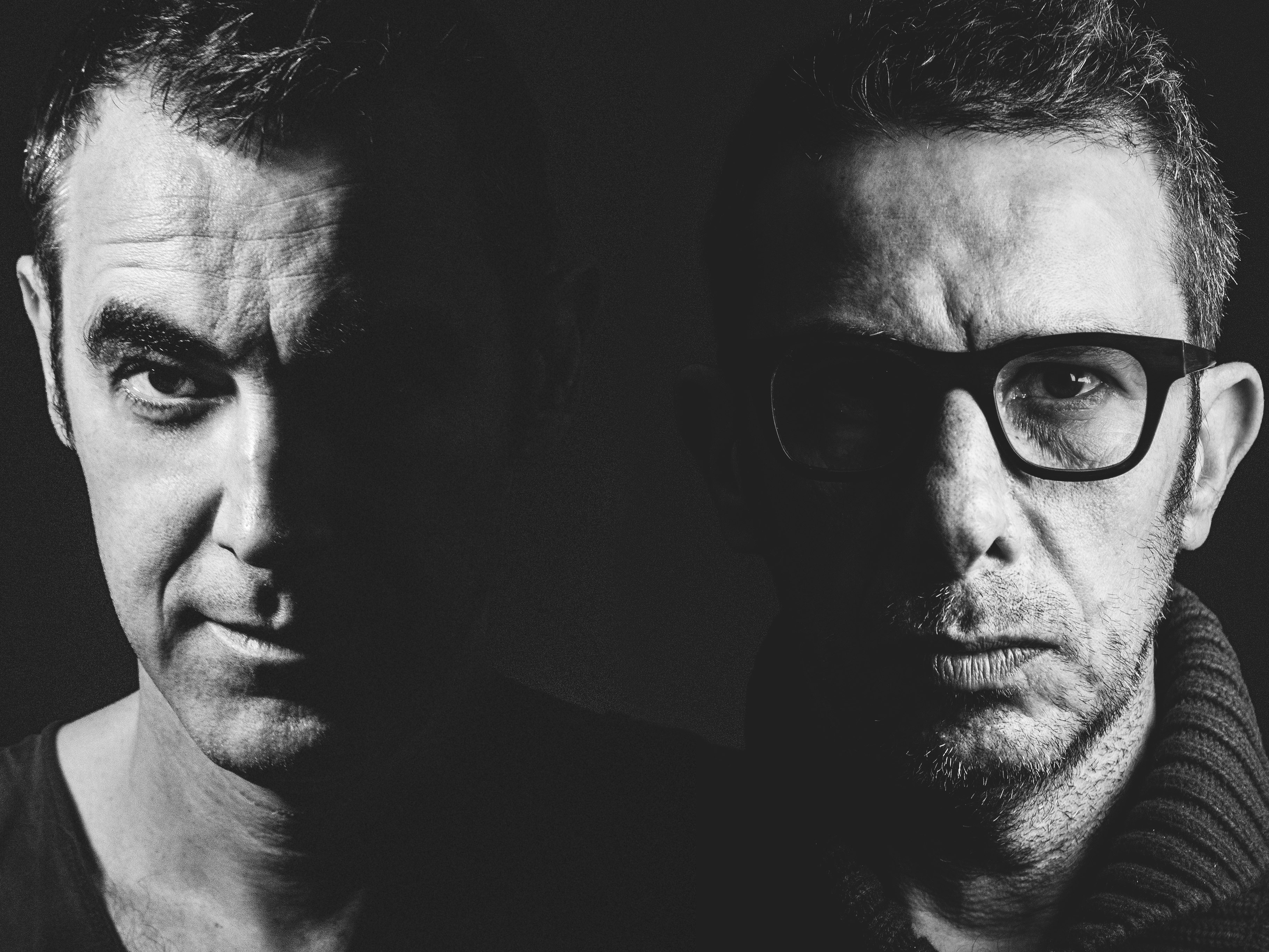
max&douglas

## Biografia
Massimiliano Schenetti studia Lettere e Filosofia all'università di Parma, città dove inizia a lavorare come assistente di diversi fotografi ritrattisti e matrimonialisti. Dopo la parentesi a Parma, Schenetti si trasferisce a La Spezia e prosegue la sua attività di assistente fotografo al seguito di un artista specializzato in matrimoni d'autore. Nel 1993 decide di trasferirsi a Milano per iniziare gli studi presso l'Istituto Europeo di Design, da cui esce diplomato quattro anni dopo. È proprio durante questi anni di studio che avviene l'incontro con Duglas Andreetti con il quale costruisce un portfolio caratterizzato da ritratti realizzati con la tecnica della Light Painting. 
Duglas Andreetti si diploma al liceo scientifico prima di intraprendere la carriera universitaria presso la facoltà di Biologia. Dopo tre anni parte per il servizio militare e al suo rientro decide di riprendere la fotografia e proseguire gli studi all'Istituto Europeo di Design di Milano, dove conosce Schenetti.
Durante gli studi entrambi diventano assistenti fotografi nella casa editrice Condé Nast e subito dopo il diploma iniziano a lavorare in ambito pubblicitario. Il loro stile li porta a collaborare in breve tempo con clienti come Sony, Philips, Telecom Italia, Adidas, FIAT, ENEL e tanti altri ancora.
Dopo due anni di lavoro esclusivamente in ambito pubblicitario vengono scelti dall'agenzia Grazia Neri che li porta nel mondo dell'editoria. Arrivano così i primi lavori commissionati sia in Italia che all'estero, con la realizzazione di molte copertine di riviste; tra queste SportWeek (il settimanale della Gazzetta dello Sport), L'Équipe, Rolling Stone, VanityFair, Wired e molte altre. 
Il percorso stilistico della coppia è evidente nelle tre principali mostre realizzate. Nel 2002 presentando un lavoro (MTV Stills) in cui ad ogni singolo VJ dell'emittente televisiva MTV Italia viene chiesto di immaginare un proprio sogno che la coppia poi realizza fotograficamente utilizzando un banco ottico 20x25 cm in Light Painting su supporto Polaroid; la seconda (Sport's ) nel 2005 all'Hotel Hilton di Milano dove vengono esposti decine di ritratti di sportivi italiani e stranieri; infine la terza (B/Reflected), con il patrocinio dell'ONU, con una galleria di 50 fotografie di celebrità italiane (attori, cantanti, sportivi, giornalisti e scrittori ritratte da dietro uno specchio da interrogatorio, in bianco e nero e completamente prive di fotoritocco.
A loro viene attribuito il riconoscimento di essere stati tra i primi fotografi italiani ad aver portato la post-produzione digitale nel mondo dell'editoria (allora esclusivamente pubblicitaria) ed averla utilizzata come mezzo espressivo caratterizzante..
Alla fine del 2021 Max e Douglas decidono di comune accordo di interrompere la collaborazione, intraprendendo due strade diverse, ma sempre nell’ambito della fotografia. Il nome “max&douglas” viene comunque portato avanti sia in ambito commerciale che artistico dal solo Max.

## Mostre personali
- MTV Stills, Galleria Grazia Neri, Milano, 2002
- Sport's [3], Hotel Hilton Milano, 2005
- B/Reflected[4], La Triennale Milano, 2014